# Урду
Урду́ (самоназвание — اُردُو), также известный как ла́шкари (لشکری) — язык индоевропейской семьи индоарийской группы; функциональный стиль языка хиндустани, на разговорном уровне взаимопонятный с хинди, возникший в XIII веке.
Урду является одним из двух официальных языков в Пакистане (второй — английский), однако число тех, кто считает его родным, там сравнительно невелико, около 7 %. В Индии урду является одним из 22 официальных языков, на нём говорят около 50 миллионов человек. Всего на урду (в том числе в качестве второго языка) на 2022 год говорит около 230 млн человек.

## Название
Название языка урду (урду اردو‎) — сокращение словосочетания زبان اردوئے معلى‎ (zabān-i urdū-yi muʿallā) «язык возвышенного города (Дели)». Слово «урду» происходит от персидского слова اردو (ordȗ; рус. «армия», «войско», также «военная ставка»), происходящего от тюркского *orda (в русском это же слово отражено как «орда»). Первоначально она относилась к персидскому языку. Местное название языка — Lashkari (لشکری), что сокращённо от Lashkari Zabān (لشکر زبان).

## История

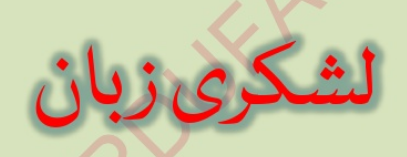
Название (ла́шкари) «язык военного лагеря» на арабице

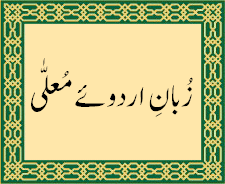
Фраза, написанная почерком насталик.

Империя Газневидов завоевала Пенджаб в X веке н. э., и Лахор был её столицей. На местный индоарийский язык Пенджаба повлиял персидский язык. Он был известен как язык лашкари или «язык батальонов». Примерно 177 лет спустя Империя Газневидов завоевали регион Ганг и оккупировали Дели, где этот язык, принесённый из Пенджаба, стал национальным. Местный диалект хариболи в Дели повлиял на этот язык из Пенджаба и продолжает влиять на него.
При правлении Великих Моголов официальным языком был фарси. Лишь после британского завоевания официальным языком стал хиндустани (в форме, называемой лахори, хиндави или дехлави, то есть диалект г. Дели), записывавшийся тогда арабскими буквами (как мусульманами, так и индуистами). Тот факт, что основной язык страны теперь стал официально записываться арабицей, вызвал недовольство индуистов, говоривших на хиндустани и пользовавшихся письмом деванагари. Они образовали свой вариант хиндустани — хинди, который был объявлен официальным в штате Бихар в 1881 году. С этого времени появилось юридическое разделение языков хинди (для индуистов) и урду (для мусульман), однако некоторые поэты-индуисты продолжали писать на языке урду (на арабице), например, Гопи Чанд Наранг и Гульзар. С разделением Британской Индии в Пакистане был принят персизированный урду в качестве официального языка.
Неоднократно предпринимались попытки «очистить» урду и хинди, в том числе путём очищения их, соответственно, от санскритских и арабо-персидских заимствований. Тем не менее, оба варианта хиндустани остаются под влиянием санскрита или персидского и арабского языков. В лингвистике хинди и урду обычно считаются единым языком и делятся, по утверждению некоторых, лишь из социально-политических мотивов. Английский язык, как официальный со времён британского правления, повлиял на лексический состав обоих языков.

## Географическое распространение и статус

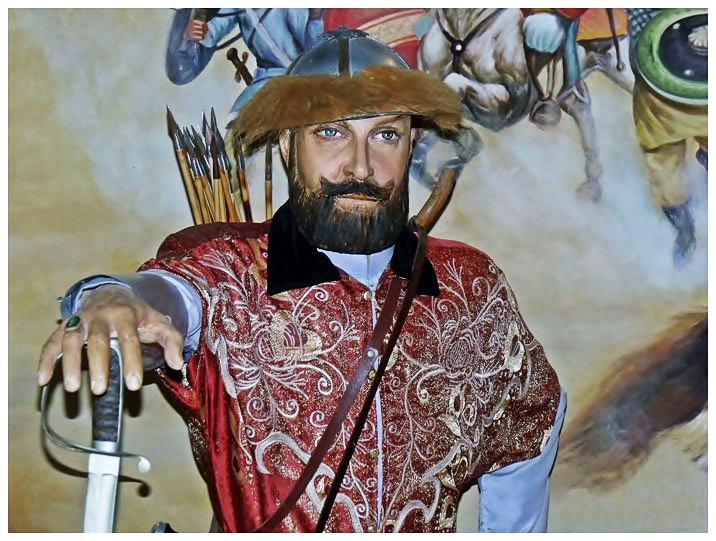
Махмуд Газневи. Современная реконструкция. Его оккупация Лахора и Пенджаба положила начало языку урду, известным в те времена как лашкари

В мировом масштабе от 40 до 60 миллионов человек считают язык урду родным; количество владеющих языком, в том числе и как вторым, в 1999 году оценивалось в 104 млн. Большинство носителей проживают в Индии и Пакистане.
В Пакистане, несмотря на небольшую долю лиц, для которых урду является родным (всего около 7 % от населения страны, из них большинство — мухаджиры, приехавшие из Индии из-за религиозных притеснений), этот язык имеет официальный статус. В той или иной степени урду понимает большинство населения Пакистана, и он широко используется как лингва-франка, а также в системе образования. Урду является обязательным предметом во всех старших школах страны, вне зависимости от языка обучения. Это привело к тому, что нередко люди умеют читать и писать на урду, но не могут этого делать на своём родном языке. Тесные связи между урду и региональными языками Пакистана способствуют их взаимодействию и взаимообогащению. 8 сентября 2015 года Верховный суд Пакистана обязал административные учреждения расширить использование языка урду (сокращая, по возможности, использование английского), а также установил трёхмесячный срок, в который должны переводиться на урду все провинциальные и федеральные законы.
В Индии на урду говорит главным образом мусульманское население. Урдуязычные мусульманские общины имеются во многих районах на севере страны (штаты Кашмир, Уттар-Прадеш, Бихар, Махараштра, Мадхья-Прадеш, а также столица Дели), а также во всех крупных городах страны. Урду используется как язык преподавания в некоторых школах, изучается наряду с арабским языком в индийских медресе. В Индии насчитывается более 3000 периодических и непериодических изданий на урду, среди них 405 ежедневных газет. Урду — один из 22 официальных языков страны; кроме того, он имеет официальный статус в некоторых северных штатах страны). В Бангладеш на урду говорят так называемые «бихарцы».
Урду широко распространён среди мигрантов в странах Персидского залива, Великобритании, США, Германии, Австралии и др. Наряду с арабским, урду является одним из самых распространённых языков среди иммигрантов в Каталонии. Значимость урду в мусульманском мире достаточно высока; в известных местах паломничества, к примеру, Мекке и Медине, большинство вывесок дублируется наряду с арабским также на урду и английском.

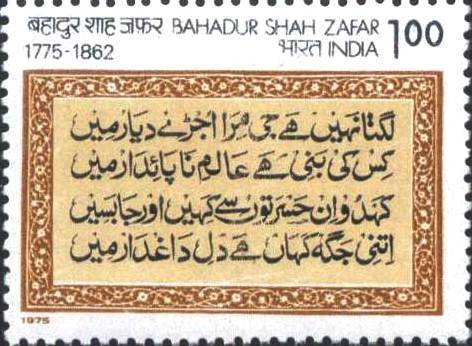
Строки на урду из стихотворения Бахадура Шаха Зафара на почтовой марке Индии 1975 года(Sc #701)

## Письменность
Письменность урду основана на арабско-персидской графике. Алфавит состоит из 38 букв. В Пакистане для языка урду используется особый почерк насталик, вышедший из употребления в большинстве исламских стран; привычный для большинства исламских стран классический почерк насх используется в Пакистане крайне редко — в основном, в интернете; до появления компьютерного набора он использовался также в типографских целях. Следует отметить, однако, что ещё до недавнего времени большинство книг не набиралось, а печаталось с изображений текстов, написанных от руки насталиком.
В конце XIX века некоторое время в судах Бенгалии для урду использовалось письмо кайтхи, которое на сегодняшний день не используется.
В современной Индии для записи языка зачастую используется письмо деванагари, несколько модифицированное для передачи звуков урду. Имеется ряд публикаций на урду с использованием деванагари, например, ежемесячный журнал «महकता आंचल» (Mahakta Anchal), издаваемый в Дели. Стремление к созданию письменности на основе деванагари объясняется тем, что это письмо лучше знакомо большинству индийцев, чем арабская вязь, которой многие индийские носители не владеют вовсе.
Латиница довольно широко применялась для урду во времена британского правления. Это объясняется более доступной и дешёвой печатью на латинице. В наши дни латиница также довольно популярна, особенно в интернете и в текстовых сообщениях. Кроме того, латиница часто используется молодым поколением носителей урду на западе из-за частого невладения арабским письмом.

## Лингвистическая характеристика

### Фонетика

#### Гласные
|         | Передние | Средние | Задние |
| ------- | -------- | ------- | ------ |
| Верхние | ɪ i      |         | u ʊ    |
| Средние | e ɛ      |         | ɔ o    |
| Нижние  |          | a ɑ     |        |

Гласные урду могут быть разбиты на два подкласса: чистые, неназализованные, при произнесении которых струя воздуха проходит только через полость рта, и назализованные, при произнесении которых часть воздуха проходит через носовую полость. Со всех других точек зрения, произнесение чистых и назализованных гласных является одним и тем же. Всего насчитывается десять чистых гласных (соответственно, столько же назализованных). Гласные [a], [ɪ], [ʊ] всегда краткие, а [aː, iː, uː, eː, oː, ɛː, ɔː] — напротив, долгие. Литературное произношение образованных носителей [ɛː, ɔː] у других часто реализуется как [əɪ]~[ɑɪ] и [əu]~[ɑu], соответственно, в восточноиндийских и западноиндийских диалектах. Кроме того, имеются дифтонги /əiː/ и /əuː/.

#### Согласные
|               | Губно-губные | Губно-губные | Губно-зубные | Губно-зубные | Зубные/ Альвеолярные | Зубные/ Альвеолярные | Ретрофлексные | Ретрофлексные | Постальвеолярные/ Палатальные | Постальвеолярные/ Палатальные | Задненёбные | Задненёбные | Увулярные | Увулярные | Глоттальные | Глоттальные |
| Носовые       | m            | m            |              |              | n                    | n                    | (ɳ)1          | (ɳ)1          |                               |                               |             |             |           |           |             |             |
| Взрывные      | p pʰ         | b bʱ         |              |              | t̪ t̪ʰ                 | d̪ d̪ʱ                 | ʈ ʈʰ          | ɖ ɖʱ          |                               |                               | k kʰ        | ɡ ɡʱ        | (q)1      |           |             |             |
| Аффрикаты     |              |              |              |              |                      |                      |               |               | tʃ tʃʰ                        | dʒ dʒʱ                        |             |             |           |           |             |             |
| Фрикативы     |              |              | f            |              | s                    | z                    |               |               | ʃ                             |                               | (x)1        | (ɣ)1        |           |           |             | ɦ           |
| Одноударные   |              |              |              |              | ɾ                    | ɾ                    | (ɽ)1 (ɽʱ)1    | (ɽ)1 (ɽʱ)1    |                               |                               |             |             |           |           |             |             |
| Аппроксиманты |              |              | ʋ            | ʋ            | l                    | l                    |               |               | j                             | j                             |             |             |           |           |             |             |

Примечания
1. В скобках указаны звуки, не характерные для исконной лексики, и позиционные аллофоны.

В хиндустани 28 согласных звуков, характерных для индоарийских языков.
Большинство исконных согласных, кроме /bʱ, ɽ, ɽʱ, ɦ/, могут удваиваться, если не начинают и не заканчивают слова; перед ними обязательно должен стоять один из трёх гласных: /ə/, /ɪ/, /ʊ/. Все удвоенные согласные находятся в пределах одной морфемы.
Взрывные согласные в конечной позиции не реализуются; /ʋ/ свободно переходит в [v] или [w]; /ɾ/ иногда реализуется как одноударный [r] (обычно в начале слова или конце слога), а удвоенный /ɾː/ одноударный всегда — [zəɾaː] (ذرا‎ «маленький») в противовес [zəraː] (ذرّہ‎ «частица»); этот процесс происходит в заимствованиях из арабского и персидского языков. Палатальный и заднеязычный носовые согласные [ɲ, ŋ] встречаются только на стыке согласных, когда после них стоит гоморганный взрывной согласный, аллофон назализированного гласного, за которым следует взрывной согласный, а также в санскритизмах. Существуют придыхательные сонорные звуки [lʱ, ɾʱ, mʱ, nʱ], которые трактуются как сочетания соответствующих сонорных и /ɦ/.
Звуки [v] и [w] в урду являются аллофонами /ʋ/ (و‎), особенно в арабских и персидских заимствованиях. Они находятся в положении дополнительного распределения, то есть произносятся по-разному в разном контексте. Неверное произношение аллофонов может вызывать проблемы: к примеру, если носитель языка, где [v] и [w] являются разными фонемами, произнесёт و‎ в слове ورت‎ как [w], то есть [wɾət̪] вместо [vɾət̪], то возможно недопонимание: [wɾət̪] можно принять за [ˈɔːɾət̪], что означает «женщина». В некоторых (видимо, большинстве) ситуациях аллофония некондициональна, а говорящий может выбирать в промежутке [v]~[w] в соответствии со своими привычками. Примером является слово ادویت‎, которое может одинаково верно произноситься как [əd̪ˈwɛːt̪] и как [əd̪ˈvɛːt̪].

### Морфология
Морфология языка урду в общем схожа с грамматикой хинди, однако, по причине культурного обособления мусульман от индуистов, урду вобрал в себя некоторые элементы, характерные для грамматики арабского и персидского языков (например, идафа). Имена, местоимения и глаголы изменяются по числам (единственное и множественное) и падежам (прямой, косвенный, звательный); глаголы, некоторые прилагательные и существительные — также по родам (мужской и женский). Некоторые послелоги изменяются по родам и числам.
Местоимения урду подразделяются на несколько групп по значению. Отрицательные местоимения в урду отсутствуют, вместо них используются отрицательные конструкции с неопределёнными местоимениями. По характеру изменений и функции в предложении местоимения делятся на местоимения-существительные, местоимения-прилагательные, местоимения-числительные.
В урду различают несколько типов причастий. Причастия сочетают в себе глагольные и именные признаки. Иноязычные (арабские, персидские) причастия в урду употребляются как обычные прилагательные.
Инфинитив глагола в урду всегда оканчивается на ‍‍ـنا‎ -nȃ и представляет собой имя действия мужского рода (то есть, например: آنا‎ ȃnȃ значит и «приходить, приезжать», и «приход, приезд»). При отбрасывании ‍‍ـنا‎ -nȃ от инфинитива остаётся основа глагола.
В урду имеются несколько видов времён глагола. В плане настоящего времени — два вида, в плане прошедшего — три, а в плане будущего вид может как выражаться (в трёх формах), так и оставаться невыраженным. Большинство времён образуется путём создания именного сказуемого из причастия и вспомогательного глагола ہونا‎ honȃ. То есть, получается фраза, которая дословно переводится как «Он делающий есть», а литературно — как «Он делает». Повелительное наклонение имеет несколько форм, которые различаются степенью вежливости. Значения, выраженные в русском языке в «условно-сослагательном» наклонении, в урду разделены по двум наклонениям — сослагательному и условному. Страдательный залог образуется при помощи глагола جانا‎ jȃnȃ. Имеется несколько глагольных конструкций.
Также в урду присутствуют «интенсивные глаголы» — сочетания основы какого-либо глагола с одним из 12 служебных глаголов. В результате этого сочетания основной глагол получает уточнённый оттенок своего значения. Интенсивные глаголы обычно не фиксируются в словарях; они не являются отдельными глаголами и в каждом частном случае формируются непосредственно в речи.
Имена делятся на существительные, прилагательные и числительные.
Для выражения связей между частями речи в словосочетании применяются послелоги.

### Синтаксис
Порядок слов в урду, как и в хинди, — SOV (деятель-дополнение-глагол, «он работу делает»). Глагол-связка применяется всегда, кроме как при некоторых глагольных временных формах.
Отрицание в именных предложениях выражается, в основном, с помощью частицы نہیں‎ nahȋƞ «не, нет». Она может заменять глагол-связку, предшествовать ему или идти после него, в зависимости от категоричности отрицания.
Вопрос может выражаться четырьмя способами: только интонацией, постановкой частицы کیا‎ kiyȃ в начале или конце предложения (только при вопросах, требующих бинарного ответа да/нет), либо — вопросительными словами.
Ниже приведены примеры утвердительной, вопросительных и отрицательных предложений:
- میں مسلمان ہوں‎ mɛƞ musalmȃn hoƞ «Я мусульманин»;
- میں مسلمان نہیں‎ mɛƞ musalmȃn nahȋƞ «Я не мусульманин»;
- میں مسلمان نہیں ہوں‎ mɛƞ musalmȃn nahȋƞ hoƞ «Я не мусульманин (точно)»;
- میں مسلمان ہوں نہیں‎ mɛƞ musalmȃn hoƞ nahȋƞ «Я не мусульманин (совсем)»;
- آپ مسلمان ہیں؟‎ ȃp musalmȃn hɛƞ? «Вы мусульманин?»;
- کیا آپ مسلمان ہیں؟‎ kiyȃ ȃp musalmȃn hɛƞ? «Вы мусульманин?»;
- آپ مسلمان ہیں، کیا؟‎ ȃp musalmȃn hɛƞ kiyȃ? «Вы мусульманин?»;
- آپ کا دین ہے؟‎ ȃp kȃ dȋn kiyȃ hɛ? «Какая у Вас религия?».

#### Предложения принадлежности
В урду и хинди отсутствует глагол «иметь». Выражения принадлежности выражаются тремя способами.
1) В случае, если обладатель и обладаемое — одушевлённые, и между ними есть связь, отношения (прежде всего — родственные), а также при наличии отношений одушевлённого и его части (например, части тела), то они строятся с послелогом کا‎ kȃ по такому образцу:
- میرا دوست ہے‎ merȃ dost hɛ «У меня есть друг»;
- استاد کی بیٹی ہے‎ ustȃd kȋ beṭȋ hɛ «У учителя есть дочь»;
- گائے کا ایک بچه‍ڑا ہے‎ gȃye kȃ ek baçʰṛȃ hɛ «У коровы есть телёнок»;
- اس کتے کی لمبی دم ہے‎ is kutte kȋ lambȋ dum hɛ «У этой собаки длинный хвост».

2) В случае, если оба участника предложения имеют родственную связь, либо выражается наличие части у одушевлённого целого, послелог کا‎ kȃ может употребляться в неизменяемой форме کے‎ ke (однако в современном языке довольно редко).
Эта же конструкция может употребляться при указании на обладание крупным объектом (например, домом, автомобилем и т. д.).
Если описывается обладание модальным свойством (чувством, состоянием и т. д.), отражающимся на обладателе, то при нём (то есть обладателе) приходит послелог کو‎ ko, например: مجهے معلوم ہے کہ…‎ mujʰe mȃlȗm hɛ ke… «Я знаю, что (дословно: у меня есть знание, что…)», تم کو لغت کو ضرورت ہے‎ tim ko luğat kȋ zarȗrat hɛ «Вам нужен словарь (дословно: у вас есть нужда в словаре)».
3) В случае, если некто (одушевлённый) обладает предметом, которым в полной мере владеет, то используется конструкция с послелогом کے پاس‎ ke pȃs: میرے پاس بہت سی کتابیں ہیں‎ mere pȃs bohot sȋ kitȃbeƞ hɛƞ «У меня (есть) много книг» (если в первом пункте было необходимо наличие моральной или родственной связи, то здесь реализуется непосредственная связь между владельцем и имуществом), اس کے پاس وقت نہیں ہے‎ us ke pȃs waqt nahȋƞ hɛ.

#### Сложные предложения
Различают сложносочинённые и сложноподчинённые предложения. Первые всегда могут быть разделены на два (три, четыре и т. д.) независимых предложения и либо не связываются, либо связываются сочинительными союзами. Сложноподчинённые предложения соединяются подчинительными союзами и не могут (без потери части смысла) быть разделены на несколько предложений.
Прямая речь — речь, которая приводится одним лицом в качестве слов другого лица без изменений. Она вводится до или после предложения формами таких глаголов как کہنا‎ kahnȃ «говорить, сказать», بولنا‎ bolnȃ «говорить», پوچه‍نا‎ poçʰnȃ «спрашивать» и так далее. Чётких правил пунктуации в урду нет, так что при прямой речи могут употребляться все европейские знаки препинания, либо часть из них, либо же она никак не выделяется.

### Лексика
Лексика урду основывается на индийской, но, в то время как хинди в большой мере впитал в себя словарный запас из санскрита, урду испытал более сильное влияние со стороны фарси и арабского. Имеется также некоторое количество заимствований из тюркских языков, португальского и английского. Многие арабские слова пришли в урду через посредство персидского, зачастую они имеют другое значение, чем в языке-оригинале. В то же время имеются слова, сохранившие первоначальное значение и произношение, заимствованные из арабского без изменений, например слова «суааль» (вопрос) или «джеуааб» (ответ).

## Пример текста

### Проза
На урду (ла́шкари)

دفعہ ۱: تمام انسان آزاد اور حقوق و عزت کے اعتبار سے برابر پیدا ہوئے ہیں۔ انہیں ضمیر اور عقل ودیعت ہوئی ہے۔ اس لئے انہیں ایک دوسرے کے ساتھ بھائ چارے کا سلوک کرنا چاہئے۔
‎

Письмом деванагари (но не на хинди, а на урду, с персо-арабскими заимствованиями!)
दफ़ा 1: तमाम इनसान आज़ाद और हुकू़क़ और इज़्ज़त के इतिबार से बराबर पैदा हुए हैं। इन्हें ज़मीर और अक़ल वदीयत हुई हैं। इसलिए इन्हें एक दूसरे के साथ भाई चारे का सुलूक करना चाहीए।
Транскрипция Библиотеки Конгресса
Dafʿah 1: Tamām insān āzād aur ḥuqūq o-ʿizzat ke iʿtibār se barābar paidā hūʾe haiṉ. Unheṉ ẓamīr aur ʿaql wadīʿat hūʾī hai. Is liʾe unheṉ ek dūsre ke sāth bhāʾī chāre kā sulūk karnā chāhiʾe.
Транскрипция МФА
d̪əfɑ eːk: t̪əmɑːm ɪnsɑːn ɑːzɑːd̪ ɔːr hʊquːq oː-ɪzzət̪ keː eːt̪ɪbɑːr seː bərɑːbər pɛːd̪ɑ ɦueː ɦɛ̃ː. ʊnɦẽː zəmiːr ɔːr əql ʋəd̪iːət̪ hui hɛː. ɪs lieː ʊnɦẽː eːk d̪uːsreː keː sɑːt̪ʰ bʱaːi t͡ʃɑːreː kɑ sʊluːk kərnɑ t͡ʃɑːɦie.
Дословный перевод (не литературный!)
Статья 1: «Все люди свободные, правами и честью равные рождающиеся бывают. Им совесть и разум имеющаяся бывает. Поэтому им один со вторым братства в духе делать нужно».
Литературный перевод
Статья 1: «Все люди рождаются свободными и равными в своём достоинстве и правах. Они наделены разумом и совестью и должны поступать в отношении друг друга в духе братства».

### Поэзия
Это — стихотворение поэта Асадуллаха Хана Галиба, в котором он сравнивает себя со своим великим предшественником Миром Таки.
На урду:
|  | ریختہ کے تمہی استاد نہیں ہو غاؔلب‎         |  | ؎ |
|  | کہتے ہیں اگلے زمانہ میں کوئی میرؔ بهی تها‎ |  |   |

Транслитерация:
Reḵẖtah ke tumhī ustād nahīṉ ho G̱ẖālib
Kehte haiṉ agle zamāne meṉ ko'ī Mīr bhī thā
Перевод:
«Ты не единственный мастер рехты (хиндустани), о, Галиб,
Говорят, когда-то был некто (по имени) Мир».

### Некоторые фразы
| Перевод                     | Урду или же ла́шкари             | Произношение                     | Комментарии                                                           |
| --------------------------- | ------------------------------- | -------------------------------- | --------------------------------------------------------------------- |
| «Здравствуйте!»             | السلامُ علیکم۔‎                   | Assalām-u-Alaikum                | Из арабского, дословно: «Мир вам!». Иногда сокращается до سلام‎ Salām. |
| «Здравствуйте!»             | وَعلیکُم السلام۔‎                  | Wa-Alaikumussalām                | Ответ на приветствие.                                                 |
| «Здравствуйте!»             | آداب (عَرض ہے)۔‎                  | ādāb (arz hai).                  | Более нейтральное, светское приветствие.                              |
| «До свидания»               | خُدا حافِظ، اللّٰہ حافِظ‎۔            | Khuda Hāfiz, Allah Hāfiz         | Досл.: «Бог — хранитель (ваш)».                                       |
| «Да»                        | ہاں۔‎                            | hāⁿ                              |                                                                       |
| «Да»                        | جی۔‎                             | jī                               | Уважительно, официально.                                              |
| «Да»                        | جی ہاں۔‎                         | jī hāⁿ                           | Очень уважительное.                                                   |
| «Нет»                       | نَہ۔‎                             | nā                               | Устаревшее.                                                           |
| «Нет»                       | نَہیں‎                            | nahīⁿ                            |                                                                       |
| «Нет»                       | جی نَہیں۔‎                        | jī nahīⁿ                         | Уважительно.                                                          |
| «Пожалуйста»                | آپ کی) مَہَربانی۔)‎                | (āp kī) meherbānī                | Досл.: «(Вашей) добротой». Также значит «Спасибо».                    |
| «Спасибо»                   | شُکرِیَہ۔‎                          | shukriyā                         |                                                                       |
| «Пожалуйста, проходите»     | تَشریف لائیے۔‎                    | tashrīf la’iyē                   | Досл.: «Окажите честь».                                               |
| «Пожалуйста, садитесь»      | تَشریف رکهِئے۔‎                    | tashrīf rakhi'ē                  | Досл.: «Положите честь».                                              |
| «(Я) рад встрече с Вами»    | آپ سے مِل کر خوشی ہوئی۔‎          | āp sē mil kar khushī hū'ī        |                                                                       |
| «Вы говорите по-английски?» | کیا آپ انگریزی بولتے/بولتی ہیں؟‎ | kyā āp angrēzī bōltē/boltī haiⁿ? | Bōltē — мужчине, bōltī — женщине.                                     |
| «Я не говорю на урду»       | میں اردو نہیں بولتا/بولتی۔‎      | maiⁿ urdū nahīⁿ boltā/boltī      | Boltā — если говорит мужчина, boltī — если говорит женщина.           |
| "Меня зовут __ "            | میرا نام ۔۔۔ ہے۔‎                | merā nām __ hai                  |                                                                       |
| «В какой стороне Карачи?»   | کراچی کس طرف ہے؟‎                | Karachi kis taraf hai?           |                                                                       |
| «Где находится Лакхнау?»    | لکھنؤ کہاں ہے؟‎                  | lakhnau kahāⁿ hai?               |                                                                       |
| «Урду — хороший язык»       | اردو اچّهی زبان ہے۔‎              | urdū achhī zabān hai             |                                                                       |

## Урду в цифровых технологиях
Первой газетой на урду, которая стала верстаться на компьютере, была «Daily Jang». Изначально для печати почерком насталик использовались написанные от руки тексты, которые потом копировались (сейчас так издаётся лишь газета «Мусальман»). Лишь потом были разработаны шрифты, позволяющие набирать цифровой текст насталиком. До сих пор прилагаются усилия для полноценного внедрения урду в компьютерную среду. В настоящее время почти все печатные материалы на урду набираются с использованием разнообразного программного обеспечения.
Компания Microsoft включила поддержку урду во все новые версии Windows, и уже Windows Vista и Microsoft Office 2007 доступны с языковыми пакетами на урду. Большинство изданий Linux Desktop имеют возможность быстро и легко установить поддержку языка урду.